# شولاق قرغان
شولاق قرغان (به قزاقی: Sholakkorgan) یک منطقهٔ مسکونی در قزاقستان است که در شهرستان سوزاق واقع شده‌است. شولاق قرغان ۱۲٬۱۷۶ نفر جمعیت دارد.